# Vincenzo Carmignani
Vincenzo Carmignani (Pisa, 3 de abril de 1779-20 de enero de 1859) es un naturalista, médico y botánico italiano.

## Biografía
Se licenció en medicina y ciencias naturales, practicado siempre como un médico especialmente para los pobres, hasta 1833 en que se dedicó completamente a la botánica, lo que había deseado desde temprana edad. Desde 1839 hasta su muerte se convirtió en "trabajador" del Primado y en esa posición supervisó numerosas intervenciones de la Piazza del Duomo para que fuera tan hermosa, como la vemos actualmente. Algunos manuscritos no publicados relacionados con la micología, fueron mantenidos en el Departamento de Botánica de la Universidad de Pisa. El trabajo en general titulado "Estudios para la flora de la provincia de Pisa", contiene un volumen dedicado a la descripción de las setas comestibles y venenosas, su uso o importancia económica. Contiene una descripción de 177 setas, con nombres, el tipo de hábitat y las propiedades organolépticas y 87 dibujos a lápiz.